# Гаврилюк Олег Миколайович
Олег Миколайович Гаврилюк (нар. 26 березня 1959, м. Тернопіль) — український історик, археолог, педагог. Член Наукового товариства імені Шевченка (1990), Національної спілки краєзнавців України (1992), Українського геральдичного товариства (1994).

## Життєпис
Олег Гаврилюк народився 26 березня 1959 року в місті Тернополі.
Навчався в Тернопільській середній школі № 4 (1976). Закінчив історичний факультет Ужгородського університету (1985). Працював учителем історії Тернопільської середньої школи № 6 (1985—1987), викладачем історичного факультету Тернопільського національного педагогічного університету імені Володимира Гнатюка (1993—2007), нині в Тернопільському обласному краєзнавчому музеї — екскурсовод (1987), молодший науковий співробітник, завідувач відділом стародавньої історії (від 1992).
У 1977—1979 роках проходив військову службу.

## Доробок
Досліджує слов'яно-давньоруський період (VI-XIII ст.). Розкопував давньоруське городище Уніас X-XIII ст. поблизу с. Антонівці Кременецького району (1988—1999), слов'янське городище VI-VII ст. поблизу с. Кровинка Тернопільського району (2000—2002) та інші.
У 1995 році разом з Ярославом Федоруком очолив Тернопільське історико-філологічне товариство молодих вчених краю.
Автор низки статей в українських та закордонних виданнях. Учасник всеукраїнських і міжнародних наукових конференцій з археології та історії.
- «Давньоруський археологічний комплекс поблизу села Антонівці Тернопільської області» (1990)[2],
- «Дослідження давньоруських пам'яток на Тернопільщині» (1990)[3],
- «Вивчення давньоруських пам'яток на півночі Тернопільської області» (1991)[4],
- «Охоронні розкопки на Тернопільщині в 1987—1988 рр.» (1991, співавтор)[5],
- «Підсумки досліджень давньоруського археологічного комплексу поблизу с. Антонівці на Тернопільщині» (1993)[6],
- «Давньоруські предмети християнського культу з Тернопільщини» (1993)[7],
- «Дослідження давньоруського археологічного комплексу поблизу с. Антонівці на Тернопільщині» (1994)[8],
- «Перстень-печатка княжої доби з Тернопільщини» (1994)[9],
- «Давньоруське городище Бозок» (1994)[10],
- «Результати археологічного дослідження давньоруського комплексу поблизу с. Антонівці на Тернопільщині» (1997)[11],
- «І майоріло над Стрипою козацьке знамено» (2002)[12],
- «Давньоруське городище Уніас ІХ-ХІІІ ст.» (2003)[13],
- «Про один тип персня-печатки княжої доби з Теребовлі» (2003)[14],
- «Древнерусские предметы христианского культа Западной Подолии и Юго-Западной Волыни» (2005, співавтор)[15],
- «Протичовновий корвет "Тернопіль"» (2007, співавтор)[16],
- «Замки Тернопілля» (2010, співавтор)[17],
- «Тернопіль / Tarnopol: історія міста» (2010, співавтор)[18],
- «Тернопіль: сторінки минулого і сьогодення» (2010, співавтор)[19],
- «Давньоруський археологічний комплекс Х-ХІІІ ст. поблизу села Антонівці Шумського району Тернопільської області» (2010)[20].

## Нагороди
- почесна відзнака Міністерства культури і мистецтв України «За багаторічну плідну працю в галузі культури» (2003).
- переможець щорічного Тернопільського міського конкурсу імені Володимира Лучаковського у номінації «Вклад в історію» (2012)[21].